# رابطة مسلمي البنغال
رابطة مسلمي البنغال هي فرع رابطة مسلمي عموم الهند في مقاطعة البنغال الهندية البريطانية. تأسست في دكا في 2 مارس 1912، كانت لغتها الرسمية البنغالية. لعب الحزب دورًا مهمًا في المجلس التشريعي البنغال وفي الجمعية التشريعية البنغالية، حيث كان اثنان من رؤساء وزراء البنغال من الحزب. ساهم الحزب في تأسيس دومينيون باكستان خاصة بعد فوزه في الانتخابات عام 1946.
في عام 1929 انفصل فصيل من الحزب باسم حزب براجا. وأصبح أعضاء الرابطة فيما بعد رجال دولة بارزين لباكستان وبنغلادش، ومن أبرز قادة الحزب خواجة ناظم الدين، ومحمد علي من بوغرا، وحسين شهيد ونور الأمين، والشيخ مجيب الرحمن، ومحمد محمد الله وخندكر مشتاق أحمد، وسيد نذر الإسلام.